# Vinterdräkt

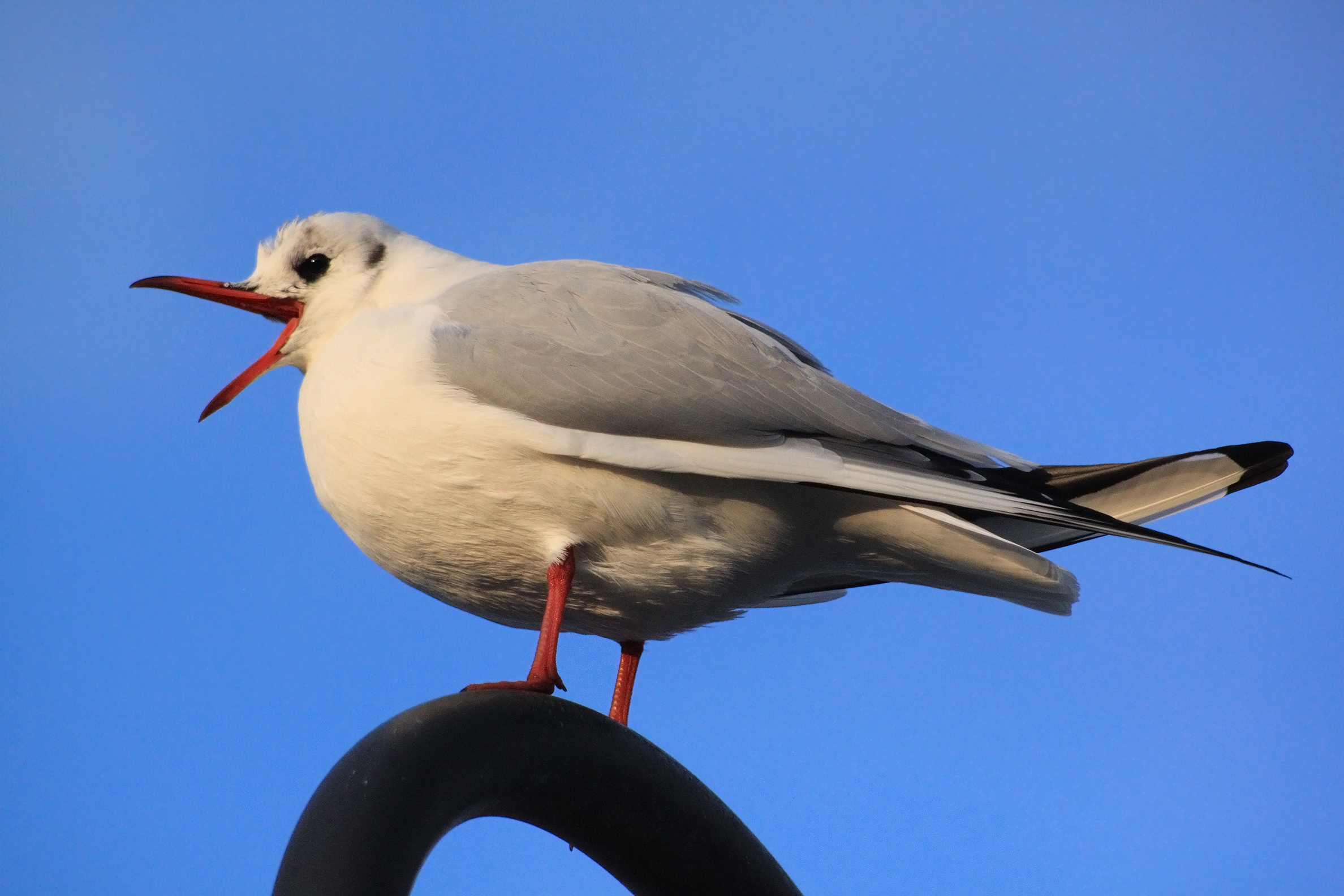
Skrattmås (Larus ridibundus) i vinterdräkt.

Vinterdräkt är ett begrepp som används generellt inom ornitologi för de utseenden fåglar har när det inte är häckningstid, det vill säga på sensommaren, hösten och vintern. Begreppet används bara på fåglar vars dräkt skiljer sig under denna period från resterande tid på året. Begreppet används mest om adulta, det vill säga fullt utfärgade fåglar. Många arter genomgår en fullständig ruggning, till vinterdräkt, tiden efter häckning men före höstflytten, det vill säga redan i juli-augusti. Andra arter, så som tropikflyttare, ruggar efter höstflytten i sina vinterkvarter. Exempelvis använder man begreppen vinterdräkt kontra sommardräkt när man talar om måsar och trutar, lommar, doppingar, vadare och vissa fältsparvar. På grund av en mer komplicerad ruggningscykel så talar man oftast inte om vinterdräkt eller sommardräkt hos merparten av änder, utan istället om praktdräkt (eller parningsdräkt), eklipsdräkt etc. Arter som har en tidig häckningssäsong ruggar till sommardräkten tidigt på vårvintern, medan andra anlägger den senare. 